# Fatberg

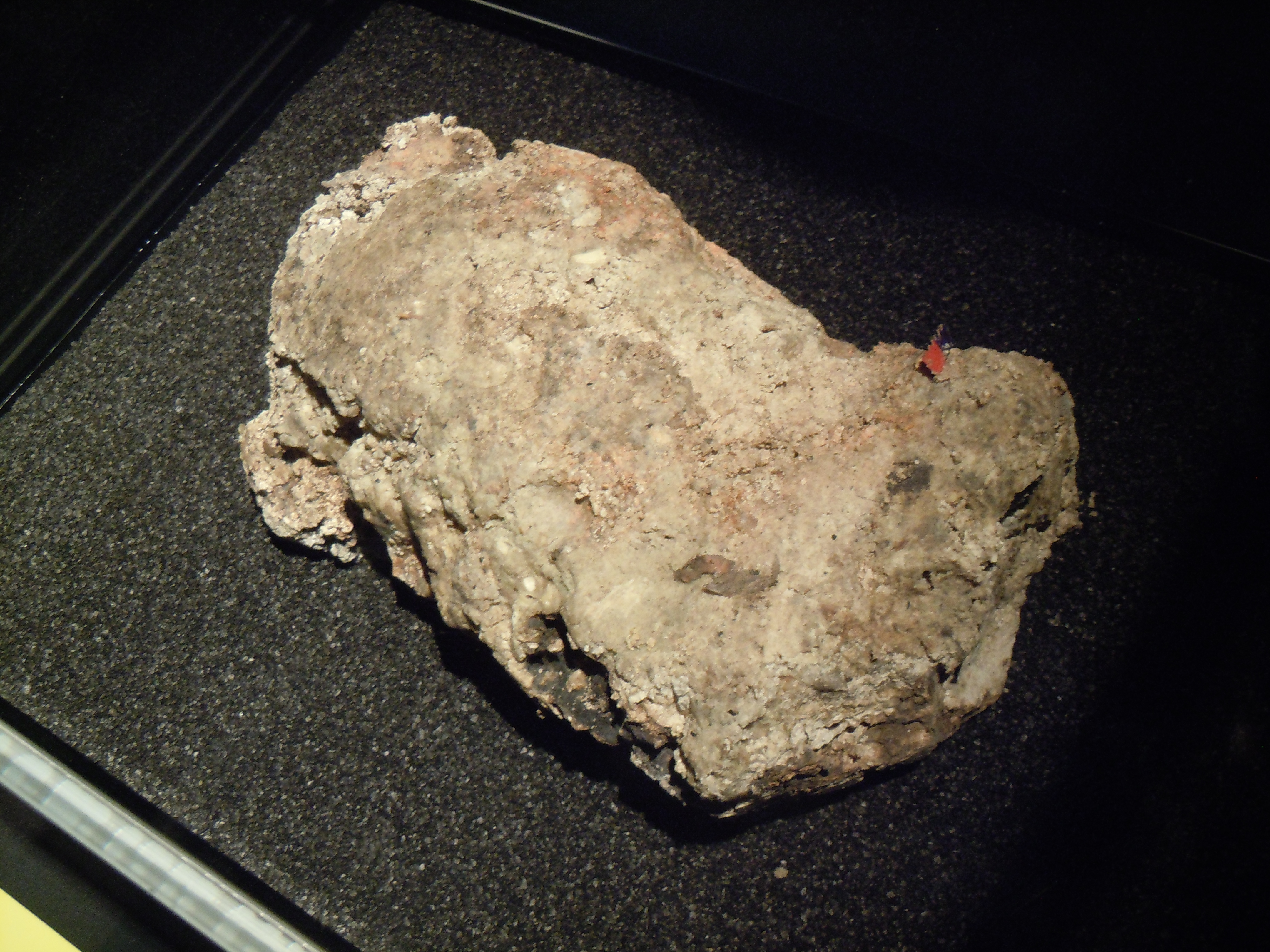
Pedazo de fatberg localizado en el Museo de Londres

Un fatberg (también llamado "monstruo de las alcantarillas") es un trozo de grasa solidificado de toallas sanitarias, toallitas húmedas, preservativos, pañales y artículos similares que se encuentran en la red de saneamiento, que no se descomponen como el papel higiénico. Tales depósitos son referidos oficialmente usando este término por las autoridades de la compañía Thames Water, de Londres, Reino Unido.
Si bien los fatbergs son obstrucciones problemáticas en los sistemas de alcantarillado de las ciudades y pueden ser tan fuertes como el hormigón, también se los ha identificado como una fuente de combustible, específicamente biogás.

## Etimología
"Fatberg" es una palabra compuesta de fat (grasa) + berg (montaña), modelado de iceberg. El término estaba en uso entre los administradores de alcantarillado alrededor de 2013. La palabra fue agregada al Oxford Dictionaries Online en 2015.

## Acontecimientos
- 6 de agosto de 2013, un fatberg aproximadamente del tamaño de un autobús que pesaba 15 toneladas, de grasa alimenticia y toallas húmedas, fue descubierto en desagües debajo de London Road en Kingston upon Thames, Londres.[8][9]
- 1 de septiembre de 2014, una colección de residuos, grasa, toallas húmedas, comida, pelotas de tenis y tablones de madera del tamaño de un avión Boeing 747 fue descubierta y limpiada por trabajadores de saneamiento dentro de un desagüe debajo de una sección de carretera de 80 metros (260 pies) en Shepherd's Bush, Londres.
- 3 de septiembre de 2014, el sistema de alcantarillado debajo de Melbourne, Australia, fue obstruido por una gran masa de grasa y desechos de basura.[10]
- Enero de 2015, como parte de una campaña contra el bloqueo de drenajes, la compañía galesa Welsh Water lanzó un video que muestra a un fatberg en desagües de la ciudad de Cardiff.[11]
- Abril de 2015, se informó que un fatberg de 40 metros de largo había sido eliminado de debajo de Chelsea, Londres. Tomó más de dos meses eliminar el fatberg, y se calcula que el daño que causó costó £ 400,000 para repararlo.[12]
- Julio de 2015, un fatberg de 120 metros de largo (394 pies) fue descubierto en la ciudad de Welshpool, en el centro de Gales.[13]
- Enero de 2016, el bloqueo de un fatberg cerca de Newcastle, Nueva Gales del Sur, Australia, dañó la estación de bombeo de aguas residuales de Eleebana. El fatberg "pesaba alrededor de una tonelada (1.1 toneladas) y demoró cuatro horas en extraerse" con una grúa.
- Septiembre de 2017, se encontró un fatberg de 250 metros de largo (820 pies) que pesaba más de 140 toneladas (150 toneladas) en Whitechapel, Londres.[14] Tuvo un costo de £1 millón por mes para retirarlos y los funcionarios dijeron que podría tomar tanto como dos meses para destruirlo completamente.[15][16]
- Septiembre de 2017, un fatberg de grasa congelada, toallas húmedas y desperdicios fue descubierto bajo las calles de Baltimore, Maryland, el cual causó derrames de alcantarillas de 1.2 millones de galones en el arroyo Jones Falls.[17]